# Kisaeng
Les Kisaeng (també gisaeng), en ocasions anomenades també ginyeo (기녀), eren dones coreanes dedicades a l'entreteniment, similars a les oiran japoneses i a les antigues heteras gregues. Les kisaeng eren artistes que treballaven entretenint a uns altres, tals com els yangban i reis. No totes les kisaeng eren prostitutes, sinó que això succeïa quan noies de poble eren venudes per convertir-se en kisaeng i es convertien en prostitutes per les seves condicions de pobresa.
La seva primera aparició va ser durant la Dinastia Goryeo, les kisaeng eren l'entreteniment legal del govern, que també realitzaven diverses fundacions per a l'estat. Eren acuradament entrenades i freqüentment introduïdes en les belles arts, la poesia i prosa, encara que de vegades els seus talents eren ignorats a causa del seu estatus social inferior.
Les dones kisaeng tenien diversos rols, no obstant això eren del mateix estatus social baix als ulls de la societat yangban. A més de l'entreteniment, les seves tasques consistien en la infermeria i costura. En alguns casos, tals com a les bases de l'exèrcit, les kisaeng exercien diversos papers.

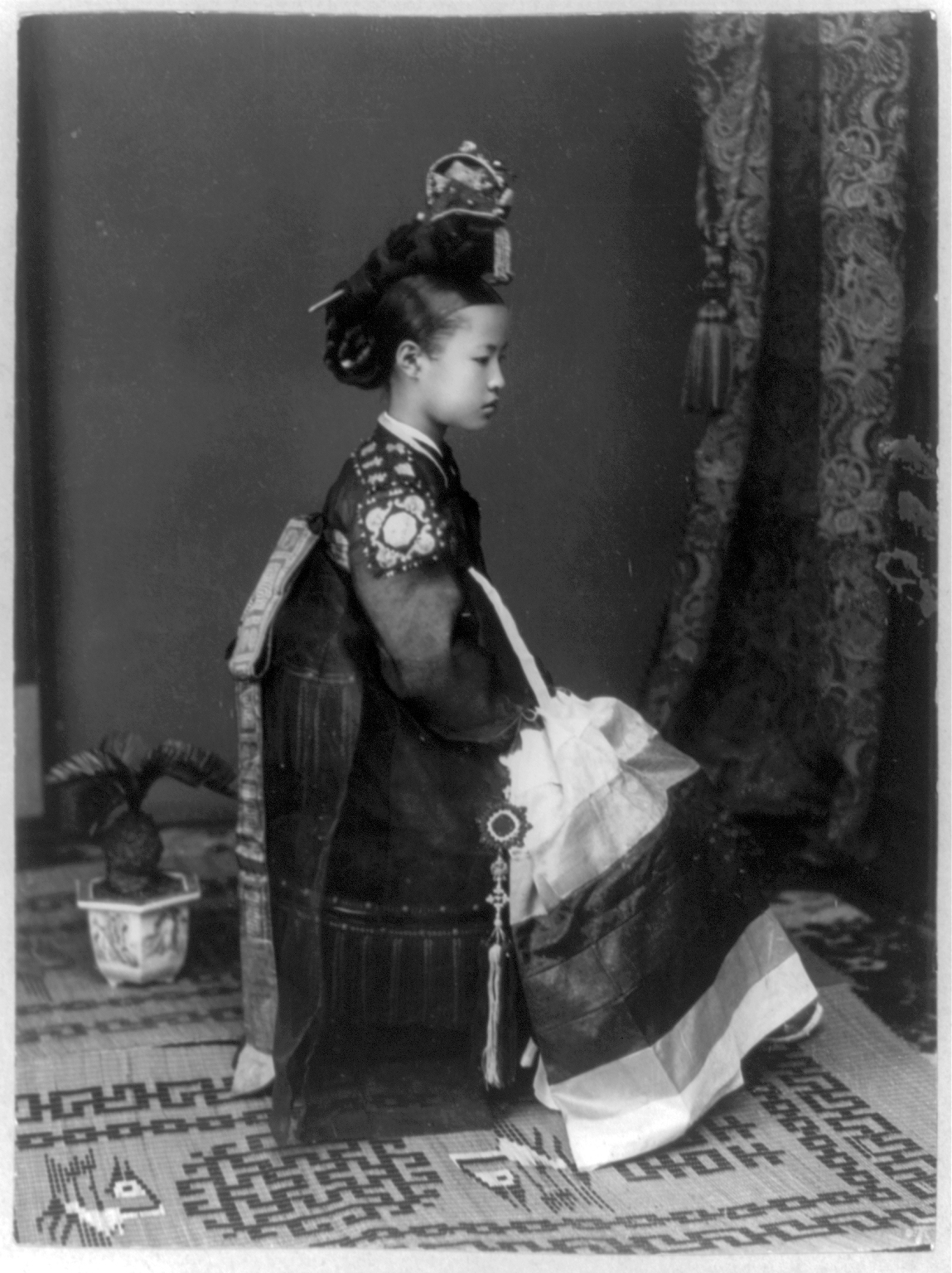
Kisaeng (Ocupació japonesa de Corea).

Les kisaeng, històriques o fictícies, tenen un paper important en els conceptes de la cultura coreana de la Dinastia Joseon. Algunes de les històries més antigues i populars de Corea, com el conte de Chunhyang, les kisaeng tenen un paper d'heroïnes. Encara que els noms de la majoria les veritables kisaeng han estat oblidats, alguns encara es recorden, ja sigui pel seu talent o lleialtat. La més famosa d'aquestes és la kisaeng del segle xvi, Hwang Jin-i.

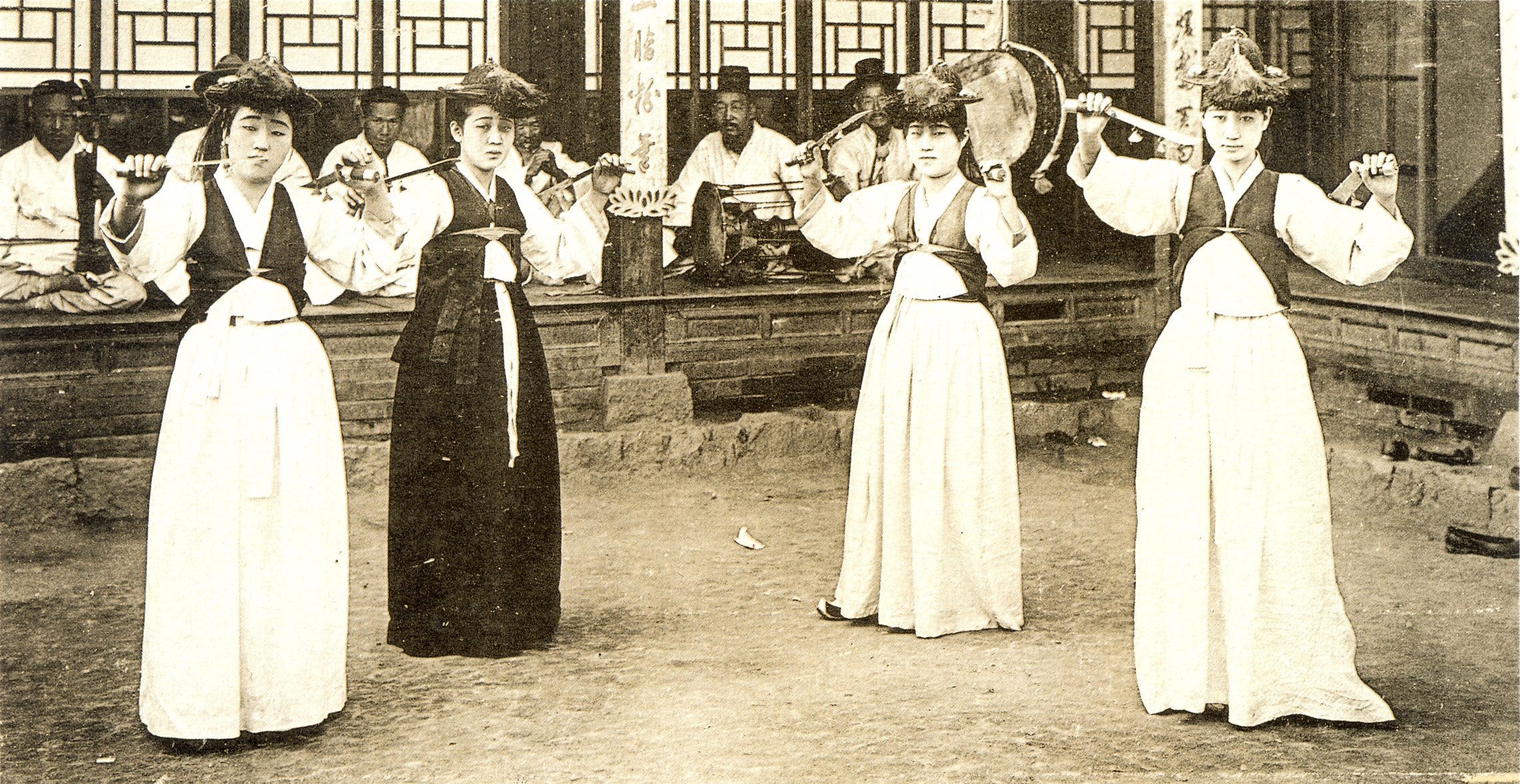
Les kisaeng ballant Gummu, la dansa d'espases.

En els períodes Goryeo i Joseon, les kisaeng van tenir l'estatus de cheonmin, el rang més baix de la societat. Compartien aquest estatus amb altres persones dedicades a l'entreteniment, tals com els esclaus. L'estatus s'heretava, així que els fills de kisaengs també eren choemin, i les filles es convertien automàticament en kisaengs. En el període Goryeo, el govern ordena mantenir un registre de les kisaeng per mantenir-les vigilades. La mateixa pràctica es feia amb els esclaus.
Les kisaeng només podien ser alliberades de la seva posició si pagaven una alta suma al govern; això usualment era realitzat per un patró ric, que solia ser un alt oficial del govern.
Moltes kisaengs eren molt hàbils en la poesia i nombrosos sijos composts per kisaengs segueixen vius. Molts d'aquests poemes reflecteixen l'amor no correspost o un viatge no desitjat. Alguns dels poemes kisaeng més famosos van ser composts per persuadir a algun erudit de passar la nit amb ella. L'estil sijo s'associa amb les dones kisaeng, mentre que les dones yangban s'enfocaven en l'estil gasa. Per exemple, unes frases del sijo de Hwangjini, que va ser kisaeng al segle xvi, és un de sijos més populars i coneguts.
Les kisaeng que estaven relacionades amb alguna oficina de govern eren conegudes com gwan-gi, i el seu estatus era acuradament diferenciat dels esclaus que també treballaven en aquesta oficina.
En la jerarquia de Corea, les kisaeng eren tècnicament esclaves. Per aquesta raó, moltes vegades es refereix a elles com «posseeixen el cos de la classe baixa, però la ment d'una aristòcrata». Això implica que algunes kisaengs van poder gaudir de la mada de lloc alt, en alguns casos més elevat que el de dones nobles.

## Convertint-se en kisaeng
Les dones es podien convertir en kisaeng per diversos camins. Algunes eren filles de kisaeng, les quals heretaven l'estatus de la seva mare. Algunes eren venudes al gijeok per famílies que no podien mantenir-les. Moltes d'aquestes famílies eren del rang cheomin, però algunes vegades, algunes famílies pobres de rang més alt venien a les seves filles, fins i tot, va haver dones de l'aristocràcia yangban que es convertien en kisaeng, usualment perquè havien violat les estrictes normes sexuals del període Joseon.
Les kisaeng eren treballadores qualificades, per això el govern va prendre interès a assegurar la seva correcta educació. Això va sorgir quan es va establir el sistema de gyobang, instituts d'entrenament per al palau de kisaeng durant el període Goryeo. Durant el període Joseon, l'educació es va concentrar en la música i la dansa.
En el període Joseon, va haver escoles especialitzades en l'entrenament de les kisaeng de major nivell. El curs durava tres anys i abastava poesia, música, dansa i art. La millor escola estava localitzada a Pyongyang. Aquest sistema va continuar fins al període colonial japonès, durant el qual les escoles van ser conegudes com gwonbeon (권번).

## Carrera

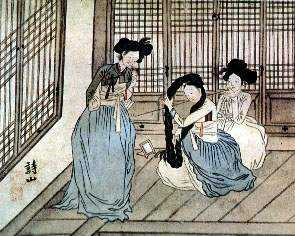
Ginyeo, un altre nom de Kisaeng com la dona (nyeo) de Kibang (la sala de Kisaeng).

La carrera de la majoria de les kisaeng era molt curta, generalment iniciaven a l'edat de 16 i acabaven als 22. Només poques kisaeng eren capaces de mantenir-se en el negoci tenint més de 22 anys. És per això que els instituts per a l'entrenament de les kisaeng acceptaven a nenes de vuit anys. Totes les kisaeng eren obligades per llei, a retirar-se a l'edat de 50 anys. El millor per mantenir-se era convertir-se en la concubina del seu patró. No obstant això, això no era una opció si el patró no l'havia comprat a l'Estat, cosa que molt pocs homes del període Joseon podien pagar, per això, moltes de les kisaeng manejaven una taverna local o treballaven en ella.
A la fi del període Joseon, la classe de kisaeng més alta eren les haengsu (행수,行首)[19], les qui cantaven i ballaven en festes de la classe alta. A les kisaeng heangsu se'ls prohibia entretenir després de complir els trenta anys d'edat. No obstant això, podien seguir treballant en altres tasques, tals com en la confecció de vestits i en tasques relacionades amb la medicina fins que complissin els cinquanta anys d'edat. Podien escollir als seus visitants. Les kisaeng haengsu de cada districte també es dedicaven a entrenar a les noves kisaeng.
El nivell més baix de kisaeng eren les samsu (삼수, 三首). A les samsu se'ls prohibia executar les danses i balls de les haengsu. En el curs de les seves carreres, algunes kisaeng aconseguien aconseguir una considerable fortuna. No obstant això, eren molt poques, ja que les kisaeng havien de cobrir totes les seves despeses, incloent menjar, robes i maquillatge.

### Literatura i pintura
Les kisaeng han tingut un important paper en la literatura moderna de Corea des de mitjan Dinastia Joseon. Han sorgit novel·les i pansori on sovint, el paper principal recau en una kisaeng. Això, en part, és perquè eren les úniques dones que es podien moure lliurement en la societat, elles apareixen com a heroïnes, com en la història de Chunhyangga. També apareixen en les pintures de l'artista del segle xix, Hyewon, el treball del qual s'enfocava en la vida dels cheomin i temes eròtics.

### Política i diplomàcia
Les kisaeng tenien un nombre important de papers polítics com a servents de l'estat. Eren empleades per entretenir a visitants dignataris de la Xina i Japó, i per acompanyar-los si viatjaven pel país.
Durant les invasions japoneses de Corea, la kisaeng Senar Gae de Jinju va aconseguir gran fama: el seu amant va ser mort per les forces japoneses. Després els generals japonesos van recórrer a kisaengs per a entretenir-los i va anar llavors quan Senar Gae va abraçar un general i tots dos van caure al riu Nam, on van morir. Per recordar el seu sacrifici, se celebra el festival de Senar Gae en Jinju, Gyeongsang.

## Vida diària

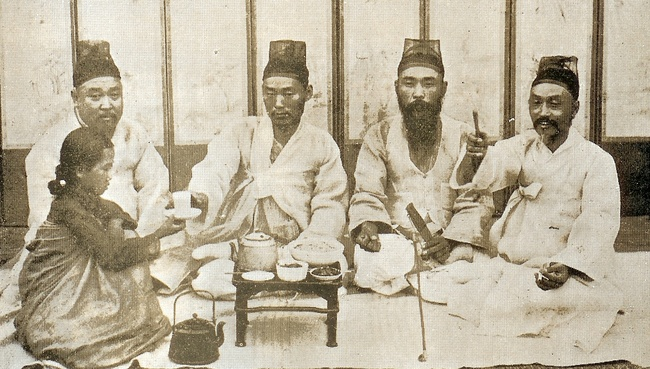
Kisaeng de Joseon en la dècada de 1910.

Com a esclaves del govern, la vida d'una kisaeng era regulada. Eren supervisades per l'oficial al càrrec de les kisaeng, denominat hojang. El hojang també estava a càrrec de mantenir un registre de les kisaeng i evitar que les kisaeng fugissin. Les kisaeng eren obligades a complir les comandes dels seus patrons, tret que elles l'haguessin notificat prèviament al hojang. Les kisaeng d'un districte eren inspeccionades dues vegades al mes i quan entrava un nou oficial a l'àrea. Els negocis de les kisaeng no eren directament supervisats per l'Estat. Quan sorgien problemes entre un client i una kisaeng, o quan hi havia càrrec de conducta criminal contra una kisaeng, una haengsu kisaeng usualment resolia la situació.
La majoria de les kisaeng tenien un gibu, o un "espòs kisaeng", qui li proporcionava protecció i ajuda econòmica. La majoria dels gibu eren soldats, empleats del govern o servents de la casa real. Algunes vegades sorgien plets entre els possibles clients i un gibu possessiu, encara que el gibu no era l'espòs de la kisaeng i no tenia cap poder legal. El paper del gibu va canviar a través del temps, primer, moltes kisaeng al govern no tenien patró.
Les cases kisaeng de la Dinastia Joseon estaven típicament prop del centre d'un poble, freqüentment prop dels mercats. Estaven aquí per crear un "efecte de benvinguda"; en molts casos, la ubicació era escollida amb molta dedicació i la zona al voltant de la casa era acuradament adornada amb una piscina ornamental i plantes.

## Diferències regionals
Les kisaeng eren relativament poques, como a molt eren uns centenars. Estaven per tot el país, alguns centenars a les ciutats més grans. També podien ser trobades en "estacions" i hotels on proveïen menjar i abric als viatgers al llarg dels principals camins del país, com el Gran Camí Yeongnam.
Les característiques de les kisaeng variaven de regió en regió. Durant el període Joseon, la ciutat amb major nombre de kisaeng era Seül (llavors anomenada Hanseong). Moltes d'aquestes les kisaeng treballaven per a la cort.
També hi havia un gran nombre de kisaeng a les velles capitals de Gaeseong i Pyongyang. Les kisaeng de Pyongyang cridaven l'atenció per les seves destreses i bellesa. L'escola kisaeng de Pyongyang era una de les més avançades del país, i va continuar sent-ho fins a l'ocupació japonesa. Les kisaeng de Pyongyang també eren reconegudes per la seva habilitat de recitar gwan sant yung dt., una cançó del segle xviii, composta per Sense Gwang-el seu.
Altres consideracions existien als voltants dels camps militars, particularment a la frontera Nord. En els temps del Rei Sejong al segle xv, hi havia prop de 60 kisaeng a la base de Yeongbyeong. En aquestes àrees, les kisaeng complien els papers d'esposes per a l'exèrcit i les seves tasques estaven més enfocades en les labors domèstiques que en el l'esbargiment.
Les kisaeng d'altres regions mantenien les seves identitats locals. Les kisaeng de Jinju eren particularment adeptes a la dansa amb espasa. Les de Jeju eren conegudes pel seu valor eqüestre donada l'abundància de cavalls fruit de les invasions mongoles a Jeju. Les kisaeng de la regió de Gwandong (La província Gangwon) en la costa est, memoritzaven el poema gwan dong byeol gok, que recreava l'escenari de la regió.

## La kisaeng moderna
Molt poques cases kisaeng tradicionals segueixen operant a Corea del Sud, i s'han perdut moltes de les tradicions i danses. Alguns empresaris de Corea del Sud porten als seus socis estrangers a una casa kisaeng, però el lloc sol ser una interpretació moderna o una burda adaptació del que era una veritable casa kisaeng.
Al començament del segle XXI la societat coreana mostra un interès renovat pel seu passat, el que es manifesta en esforços per redescobrir i mantenir viva la seva herència històrica i cultural. Aquests esforços estan enfocats en les kisaeng del període Joseon i no en el que queda de les kisaeng d'avui.

## Kisaengs famoses
- Eowudong, escriptora, poetessa, política, ballarina, artista, acadèmica, pintora, filòsofa del segle xv de Chungcheong del Nord, Corea del Sud.
- Yi Mae-chang, poetessa de Buan.
- Hong Rang
- Seolmae
- Hwang Jin-yi, música i intel·lectual de Gaeseong.
- Senar Gae, recordada per assassinar un general japonès en la Batalla de Jinju.
- Gyewolhyang, qui va intentar matar al general Konishi Yukinaga a Pyongyang.
- Manhyang de Hamheung.
- Yuji de Hwangju.
- Kim Ja-ja, l'última kisaeng entrenada de la manera clàssica a Corea del Sud.